# Francisco de Paula Benavides Navarrete
Francisco de Paula de Benavides y Fernández de Navarrete (Baeza, Jaén, 11 de mayo de 1810-Zaragoza, 31 de marzo de 1895) fue un religioso español, cardenal de la Santa Iglesia Romana, arzobispo de Zaragoza y patriarca de las Indias. 

## Vida
De familia noble e influyente, nació en el palacio de Jabalquinto. Era hijo de Manuel Francisco de Benavides y Rodríguez Zambrano y Francisca de Paula Fernández de Navarrete Montilla, su hermano mayor era Antonio Benavides ministro de Isabel II. Estudió en el seminario de San Felipe Neri de Baeza y completó sus estudios eclesiásticos en la Universidad de Granada. Ingresó en la orden de Santiago y fue investido caballero en Uclés (1832), siendo ordenado sacerdote en 1836. Era rector y catedrático de Teología en el seminario de Baeza cuando fue nombrado arcediano de Úbeda (1847) y arcipreste de Jaén. Predicador supernumerario de Isabel II de España y deán de la catedral de Córdoba. 

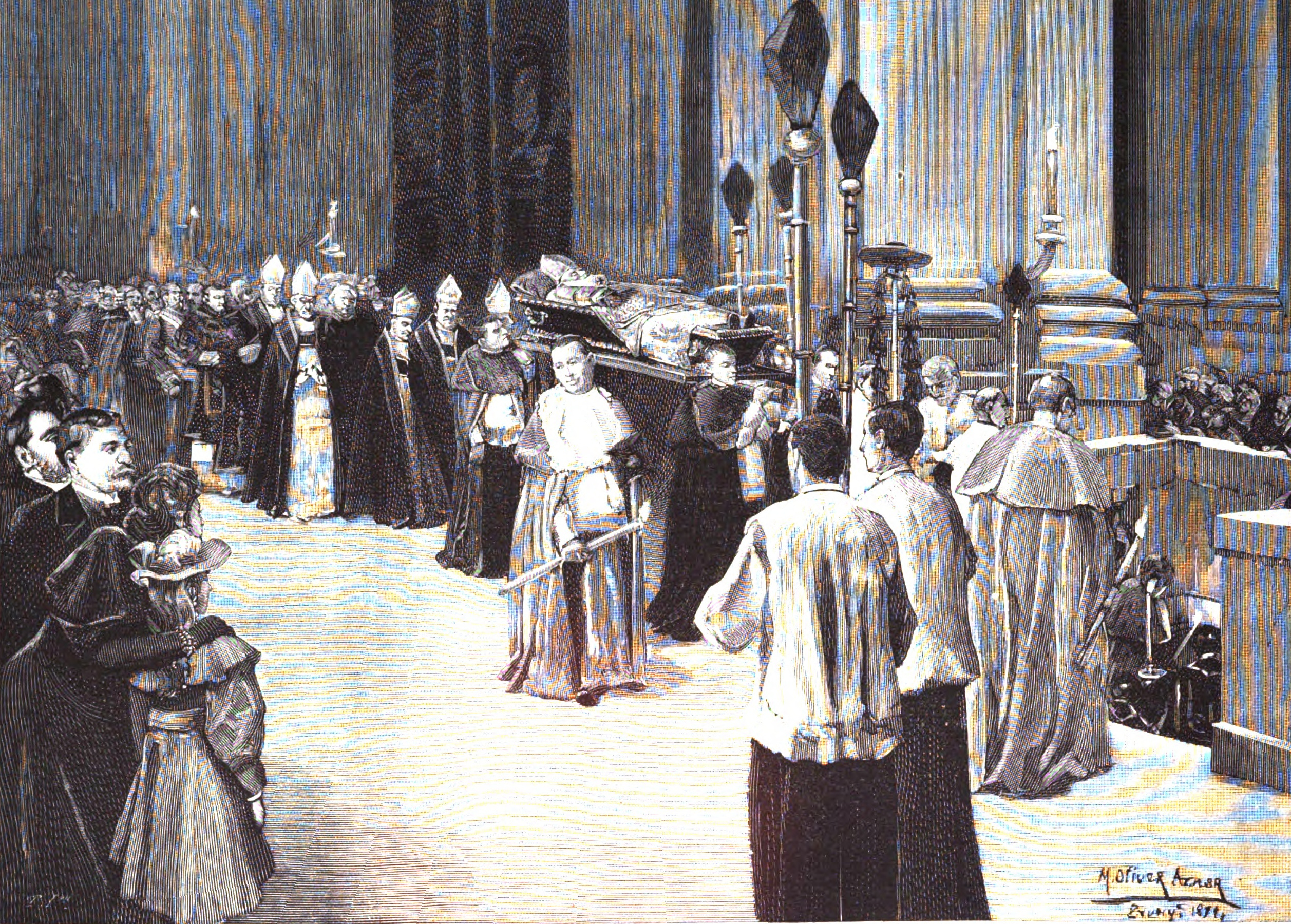
Zaragoza.—Entierro del cardenal Benavides.—Traslado del cadáver al panteón de arzobispos de Nuestra Señora del Pilar. Grabado a partir de dibujo de Mariano Oliver Aznar publicado en La Ilustración Española y Americana (22 de abril de 1895)

Promovido a la sede de Sigüenza a propuesta de la reina en 1857, fue consagrado por el arzobispo Cirilo Cardenal de Alameda y Brea en el convento de las Comendadoras de Santiago en Madrid. Se le concedió la gran cruz de la Orden de Isabel la Católica (1863), senador del reino (1864). Asiste al Concilio Vaticano I, del que se ausenta antes de aprobarse la constitución de Ecclesia. Apenas llegado a su diócesis, eleva, junto con otros 37 obispos, una protesta al gobierno por las medidas presentadas en las Cortes contra la Iglesia. En 1875, restaurada la monarquía, Alfonso XII lo presenta para la dignidad de patriarca de las Indias y lo hace limosnero y capellán real. En 1877 es cardenal. En 1881, arzobispo de Zaragoza. Durante su episcopado se celebra en esta ciudad el II Congreso Católico Nacional. Recibió sepultura en la cripta de la catedral-basílica de Nuestra Señora del Pilar de Zaragoza.